# Lysiosquilloides siamensis
Lysiosquilloides siamensis is een bidsprinkhaankreeftensoort uit de familie van de Lysiosquillidae. De wetenschappelijke naam van de soort is voor het eerst geldig gepubliceerd in 1980 door Naiyanetr.